# Мілітелло-Розмарино
Мілітелло-Розмарино (італ. Militello Rosmarino, сиц. Militieddu) — муніципалітет в Італії, у регіоні Сицилія,  метрополійне місто Мессіна.
Мілітелло-Розмарино розташоване на відстані близько 470 км на південний схід від Рима, 120 км на схід від Палермо, 80 км на захід від Мессіни.
Населення — 1333 особи (2014).
Щорічний фестиваль відбувається 2-3 лютого та 24-25 серпня. Покровитель — святий Власій.

## Демографія
Населення за роками:

Станом на 1 січня 2023 року в муніципалітеті офіційно проживав 41 іноземець з 7 країн, серед них 31 громадянин країн Євросоюзу.

## Сусідні муніципалітети
- Алькара-лі-Фузі
- Сан-Фрателло
- Сан-Марко-д'Алунціо
- Сант'Агата-ді-Мілітелло
- Торренова
- Капо-дорландо
- Капрі-Леоне